# Île Somerset (Canada)
Pour les articles homonymes, voir île Somerset et Somerset (homonymie).
L'île Somerset est une île de l'archipel Arctique située dans le passage du Nord-Ouest, au nord de la péninsule Boothia dont elle n'est séparée que par le détroit de Bellot. Ce dernier a une largeur variant de un à deux kilomètres. Dépendant administrativement du Nunavut (région de Qikiqtaaluk), l'île a une superficie de 24 786 km², ce qui fait d'elle la 46e plus grande île au monde et la 12e au Canada. L'île est inhabitée.

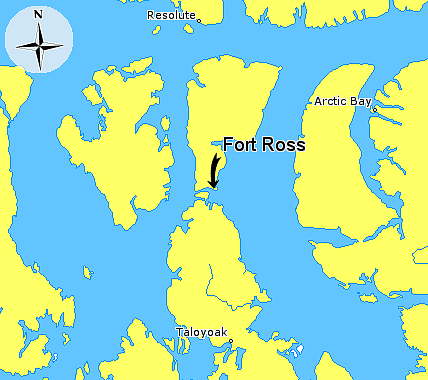
Fort Ross, île Somerset, Nunavut, Canada.

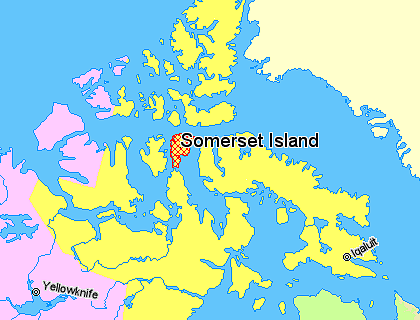
île Somerset, Nunavut, Canada.
Nunavut
Territoires du Nord-Ouest
Québec
Groenland

## Histoire
Aux alentours de l'an mille, la côte nord de l'île Somerset était habitée par le peuple Thulé, comme en témoignent les os de baleine, tunnels et ruines de pierres. À la fin de 1848, James Clark Ross, commandant deux navires, aborda à Port Leopold sur la côte nord pour hiverner. En avril, il lança une exploration de l'île en traîneau.
En 1937, la Compagnie de la Baie d'Hudson crée le poste de commerce de Fort Ross (72° 00′ 00″ N, 94° 13′ 59″ O) dans le sud-est de l'île. À peine onze ans plus tard, il est fermé, les conditions climatiques et les difficultés d'accès rendant son exploitation non rentable. Cela laisse à nouveau l'île inhabitée. L'ancien magasin et la maison du gérant sont toujours utilisés comme abri par les Inuits de Taloyoak, chasseurs de caribous.
Les sites historiques, la faune et l'accès aisé depuis Resolute ont fait de la côte nord-est une destination touristique.